# تاريخ البرتغال (1640-1777)
منذ إعادة أسرة براغانزا في 1640 وحتى نهاية حكم ماركيز دي بومبال في 1777، عاشت مملكة البرتغال في فترة انتقالية. وصلت البرتغال مجدها في بداية الاتحاد الإيبيري، استمرت إمبراطورية البرتغال في التمتع بالتأثير المنتشر خلال تلك الحقبة التي تميزت بكونها حقبة الاكتشافات. بنهاية تلك الفترة، بدأت ثروات البرتغال والإمبراطورية بشكل عام في الانحسار، وبلغت ذروتها بقضية تافورا، ومأساة زلزال لشبونة في 1755، وتتويج ماريا الأولى، أول ملكات البرتغال.
ساهم الاستخدام الجائر للذهب البرازيلي، ونظام الحكم المطلق، والحركة الهادفة نحو استقلال البرازيل، ومعاهدة ميثون، وزلزال لشبونة في انهيار مكانة البرتغال في أوروبا والعالم. دفعت تلك الأحداث التي وقعت في نهاية فترة حكم أسرة أفيز وفي فترة الاتحاد الأيبيري بالبرتغال نحو الاعتماد بشكل أكبر على مستعمراتها، أولًا الهند ثم البرازيل. كان ذلك التحول من الهند نحو البرازيل نتيجة طبيعية لصعود الإمبراطورية الهولندية وكذلك الإمبراطورية البريطانية. حدث تحول مشابه بعد استقلال البرازيل، والذي دفع البرتغال نحو توجيه تركيزها إلى السيطرة على أفريقيا.
سُميت فترة بدايات القرن الثامن عشر بحقبة بومبالين نسبة إلى سيباستياو جوزيه دي كارفالو ميلو، الذي عرف باسم ماركيز دي بومبال، وكانت حقبة دكتاتورية ولكنها شملت إصلاحات واسعة المدى. عُيّن ماركيز دي بومبال عن طريق الملك جوزيه الأول، الذي لم يكن لديه ميل نحو الحكم. بدأ ماركيز بالعديد من الإصلاحات الهادفة لتحديث البلاد، وهاجم سلطة النبلاء والكهنوت، وهو ما بدا واضحًا في قضية تافورا وإبعاده لليسوعيين. كان أيضًا قائدًا لعملية إعادة إصلاح مدينة لشبونة بعد زلزال 1755. ولكن اختلف المؤرخون حول تنوير بومبال إذ كان بعيد المدى، ولكنه كان في الأساس آلية لترسيخ الاستبداد على حساب الحريات الفردية وبالأخص استخدامه كأداة لسحق المعارضة وقمع الانتقادات وتوسيع الاستغلال الاقتصادي للمستعمرات بالإضافة إلى تصاعد الرقابة على الكتب وتدعيم الرقابة الشخصية وتحقيق المكاسب.
بعد وفاة جوزيه في 1777، خلعت ابنته ماريا الأولى بومبال، ومنعته من الاقتراب منها بمسافة 20 ميل.

## الخلفية
شهدت معركة وادي المخازن في 1578 وفاة الملك الشاب سيباستيان وكذلك نهاية أسرة أفيز. كان خليفة سيباستيان، الكاردينال هنريك الذي أصبح ملك البرتغال ذو 70 عامًا. تبعت وفاة الكاردينال هنريك أزمة بخصوص تولي الحكم، إذ ادّعى ثلاثة من أحفاد مانويل الأول أحقيتهم بالعرش: كاترين دوقة براغانزا، التي كانت متزوجة من جواو الأول دوق براغانزا؛ بالإضافة إلى أنتوني بريور كراتو وفيليب الثاني. تُوج أنتوني ملكًا للبرتغال من شعب شنترين في 24 يوليو 1580، والعديد من المدن والقرى في ربوع البلاد لاحقًا. ولكن فيليب الثاني زحف بقواته نحو البرتغال وهزم القوات الموالية لأنطونيو في معركة ألكانتارا. عُيّن فيليب الثاني كفيليب الأول ملك البرتغال في 1580 (اعتُرف به لاحقًا ملكًا رسميًا للبرتغال من قِبَل الكورتيس البرتغالي في تومار عام 1581) وبدأت سلالة الفيليبيين.
استمرت أوضاع البرتغال تحت حكم أول ملكين من سلالة الفيليبيين، فيليب الأول وابنه فيليب الثاني (فيليب الثالث ملك إسبانيا). وقد منح الملكان مناصب رفيعة للنبلاء البرتغاليين في البرلمان الإسباني، وحافظت البرتغال على قوانينها وعملتها وحكومتها مستقلة. ولكن مع اندماج المملكتين حرم البرتغال من استقلال سياستها الخارجية، وأصبح أعداء إسبانيا أعداء للبرتغال أيضا. أدت الحرب مع إنجلترا إلى تدهور العلاقات مع أقدم حلفاء البرتغال (منذ معاهدة ويندسور في 1386) بالإضافة إلى خسارة مملكة هرمز.
بسبب اتحادها مع إسبانيا، تورطت البرتغال في حرب الثمانين عامًا، التي خاضتها إسبانيا ضد جمهورية هولندا الصاعدة، والتي بدأت بتمرد الهولنديين ضد الحكم الإسباني في مناطقهم شمال أوروبا، ولكنها تطورت مؤسسةً جمهورية هولندا التي أصبحت قوة بحرية عظمى جديدة وهاجمت المستعمرات الإسبانية. أثرت تلك الحملة أيضًا على المستعمرات البرتغالية بشكل مباشر، والتي اعتُدي على الكثير منها من قِبَل الهولنديين، ما أدى إلى اندلاع الحرب الهولندية البرتغالية. في آسيا، فقد البرتغاليون سايلون البرتغالية (سريلانكا حاليًا) لصالح الهولنديين حيث كان البرتغاليون يسيطرون على المناطق الساحلية (وليس الجزر بأكملها) لفترة طويلة، كما كان الحال في المستعمرات البرتغالية في الهند الشرقية (إندونيسيا حاليًا) إضافةً إلى المصالح الاقتصادية في اليابان. هاجم الهولنديون أيضًا المستعمرات البرتغالية في أفريقيا وأمريكا الجنوبية. احتُلت البرازيل جزئيًا بواسطة كل من فرنسا وجمهورية هولندا. استمر الاعتداء الهولندي على البرازيل لفترة طويلة وتسبب في الكثير من المتاعب للبرتغال. سيطر الهولنديون على قطاع كبير من الساحل البرازيلي بما في ذلك باهيا وسالفادور وريسيفي وبيرنامبوكو وبارايبا وريو غراندي دو نورتي وسيارا وسيرجيبي، بينما اختطفت السفن الحربية الهولندية السفن البرتغالية في المحيطين الأطلنطي والهندي.
عند وفاة فيليب الثاني، خلفه فيليب الثالث (فيليب الرابع في إسبانيا) والذي اتبع منهجًا مختلفًا في ما يخص الشؤون البرتغالية. رفع فيليب الثالث الضرائب، والتي أثرت بشكل أساسي على التجار البرتغاليين (عملة كارمو 1987). بدأت طبقة النبلاء البرتغاليين في فقدان أهميتها في البرلمان الإسباني، وأصبح الإسبان يشغلون المناصب الحكومية في البرتغال. في النهاية حاول فيليب الثالث جعل البرتغال مقاطعة إسبانية وفقد النبلاء البرتغاليون كل قوتهم.
انتهت تلك الأوضاع باشتعال ثورة قادها البرجوازيون النبلاء والطبقة البرجوازية العليا في 1 ديسمبر 1640، أي بعد 60 عامًا من تتويج فيليب الأول. خطط كل من آنتاو فاز دي ألمادا وميغيل دي ألميدا وجواو بينتو ريبيرو للثورة. تمكنوا بالتعاون مع العديد من الاتحادات من قتل وزير الدولة ميغيل دي فاسكونسيلوس وسجنوا ابنة عم الملك، دوقة مانتوفا، التي حكمت البرتغال باسم الملك. اُختيرت اللحظة بعناية حين كانت إسبانيا مشغولة بحرب الثلاثين عامًا ومواجهة الثورة الكتالانية في نفس الوقت.
ظهر الدعم الشعبي جليًا وتفاعل بسرعة، وفي فترة قصيرة عُين جواو الثاني دوق براغانزا ملكًا للبرتغال في طول البلاد وعرضها وحمل اسم جواو الرابع. بحلول 2 ديسمبر 1640، كان جواو بالفعل يرسل خطابًا بصفته الملكية إلى مبنى الحكومة المحلية في إيفورا.

## حرب الاستعادة البرتغالية
سُميت الحرب اللاحقة مع إسبانيا بحرب الاستعادة البرتغالية، وتكونت بشكل رئيسي من مناوشات متكررة بالقرب من الحدود بالإضافة إلى خمس معارك بارزة، وهي معركة مونتيخو في 26 مايو 1644، معركة خطوط إلفاس في 14 يناير 1659، ومعركة أميكسيال في 8 يونيو 1663، ومعركة كاستيلو رودريجو في 7 يوليو 1664، ومعركة مونتيس كلاروس في 17 يونيو 1665؛ انتصر البرتغاليون في تلك المعارك قاطبةً.
تمكن البرتغاليون من تحقيق النصر بفضل القرارات التي اتخذها جواو الرابع وساهمت في تقوية القوات البرتغالية. في 11 ديسمبر 1640، أنشأ جون مجلس الحرب لتنظيم العمليات العسكرية (ماتوسو الإصدار التاسع 1993). ثم كوّن بعدها المجلس العسكري للمناطق الحدودية، للاهتمام بالتحصينات القريبة من الحدود والدفاع الافتراضي للشبونة والحاميات والموانئ البحرية. في ديسمبر 1641 أسس لمشاركة تهدف إلى تأكيد التطويرات على كافة التحصينات البرتغالية، والتي مُولت من الضرائب الإقليمية. نظم جواو الرابع أيضًا الجيش، واضعًا الأساس للقوانين العسكرية للملك سيباستياو، وطور نشاطًا دبلوماسيًا مكثفًا نجح في استعادة العلاقات الجيدة مع إنجلترا.
بعد العديد من الانتصارات الساحقة، حاول جواو أن يقيم سلامًا مع إسبانيا. طالب باعتراف إسبانيا بشرعية السلالة الحاكمة الجديدة في البرتغال، عائلة براغانزا، والذي لم يحدث حتى حكم ابنه أفونسو السادس أثناء وصاية بيدرو دي براغانزا (ابن جواو الآخر والملك المستقبلي للبرتغال كـ بيدرو الثاني).